# П'ять портів

Прапор Лорда-Хранителя П'яти портів

Карта п'яти портів

П'ять портів (англ. Cinque Ports) — союз спершу 5, а нині 14 портових міст в англійських графствах Кент і Суссекс.

## Історія
У середньовічній Англії союз П'яти портів був серйозною військовою та економічною силою. Дату створення союзу точно не встановлено, однак вважається, що він утворився ще до 1066 року, коли до Англії прийшли нормани. Первинно до цього альянсу входили порти Дувр, Гастінгс, Хіте, Нью-Ромні та Сандвіч. Адміністрація союзу знаходилась у Гастінгсі. За наполяганням цього міста, до союзу увійшли також містечка Рай та Вінчелсі, гавані яких були розташовані зручніше, ніж, власне, у Гастінгсі.
Вперше П'ять портів письмово згадуються у королівській грамоті за 1155 рік, що зобов'язувала союз надавати королю судна для ведення воєнних дій на морі — переважно для попередження набігів данців (свого військового флоту Англія тоді не мала). За це король надавав містам значні привілеї: самоврядування, право стягнення митного податку, право судочинства тощо (аж до права грабувати винесені на берег судна).
Починаючи з XII століття на чолі П'яти портів стояв лорд-хранитель П'яти портів (англ. Lord Warden of the Cinque Ports). Зважаючи на значну автономію від корони, він тривалий час був одним з найвпливовіших феодалів Англії. Після приєднання до П'яти портів нових міст під його владою опинились практично обидва графства — Кент і Суссекс.
Спад могутності союзу розпочався наприкінці XIV століття. Деякі гавані заносились піском та з плином часу ставали малокорисними. Щоб відродити альянс, до його складу були прийняті так звані «корпоративні члени»: Діл та Рамсгіт (із Сандвічем), Фаверсгем, Фолкстон та Маргіт (з Дувром), Лідд (з Нью-Ромні), Тентерден (з Ріє). Однак розширення союзу не призвело до бажаного успіху. У XVI столітті в Англії було створено королівський військово-морський флот, після чого П'ять портів втратили низку привілеїв. У той самий час такі порти, як Портсмут і Бристоль перевершили союз як у суднобудуванні, так і у морській торгівлі.

## Сучасність
Нині союз П'ять портів в основному здійснює господарську взаємодію між портовими містами південно-східної Англії.